# Schattenkonto
Schattenkonto ist ein Begriff, der umgangssprachlich häufig benutzt wird, wenn das Börsenverrechnungskonto gemeint ist. Es wird auch als Poolkonto bezeichnet.
Dabei handelt es sich um ein virtuelles Konto, das für den Inhaber einer EC- oder Debitkarte mit Chip bei einer Evidenzzentrale angelegt wird. Es wird in Verbindung mit dem elektronischen Bezahlen per Geldkarte benutzt: Bei Aufladung der Geldkarte wird das Kontokorrentkonto des Karteninhabers belastet und gleichzeitig der Betrag dem Börsenverrechnungskonto gutgeschrieben.
Wenn der Karteninhaber an einem Automaten per Geldkarte bezahlt und der Automatenbetreiber seine Umsätze dann an seine Bank einreicht, wird der sogenannte Schattensaldo (daher die häufige Bezeichnung „Schattenkonto“) entsprechend um die bezahlten Beträge reduziert.
Auf diese Weise kann die Bank nachvollziehen, welcher Geldbetrag noch im Chip geladen ist. Vorteil: Falls die Geldkarte kaputt geht, ist damit nicht gleich das Guthaben verloren. Der Karteninhaber bekommt in diesem Fall den Gegenwert des Schattensaldos wieder auf seinem Konto gutgeschrieben.